# Språk-Ollestjärnen
Språk-Ollestjärnen är en sjö i Rättviks kommun i Dalarna och ingår i Dalälvens huvudavrinningsområde. Sjön har en area på 0,0792 kvadratkilometer och ligger 372,1 meter över havet.

## Delavrinningsområde
Språk-Ollestjärnen ingår i det delavrinningsområde (680350-147097) som SMHI kallar för Mynnar i Lillälven. Medelhöjden är 349 meter över havet och ytan är 6,82 kvadratkilometer. Det finns inga avrinningsområden uppströms utan avrinningsområdet är högsta punkten. Vattendraget som avvattnar avrinningsområdet har biflödesordning 3, vilket innebär att vattnet flödar genom totalt 3 vattendrag innan det når havet efter 331 kilometer. Avrinningsområdet består mestadels av skog (86 procent). Avrinningsområdet har 0,08 kvadratkilometer vattenytor vilket ger det en sjöprocent på 1,2 procent.